# Джон Маклеод
Джон Джеймс Річард Маклеод (Джон Маклеод, англ. John James Richard Macleod) (6 вересня 1876, Клюні — 16 березня 1935, Абердин) — шотландський лікар, фізіолог, лауреат Нобелівської премії з фізіології і медицини у 1923 році.